# Puellina harmeri
Puellina harmeri is een mosdiertjessoort uit de familie van de Cribrilinidae. De wetenschappelijke naam van de soort is voor het eerst geldig gepubliceerd in 1985 door Ristedt.